# Danh sách phim nổi tiếng của Vatican
Dưới đây là danh sách các bộ phim Vatican nổi tiếng:

## Phim tôn giáo
- Andrey Rublev (1966)
- Babette's Feast (1987)
- Ben-Hur (1959)
- Những bông hoa của Thánh Francis (1950)
- Francesco (1989)
- Tin Mừng theo thánh Mátthêu (phim) (1966)
- La Passion de Notre Seigneur Jesus-Christ (1905)
- A Man for All Seasons (1966)
- The Mission (1986)
- Ngài Vincent (1947)
- Nazarin (1958)
- Ordet (1954)
- Khổ nạn của Jean d'Arc (1928)
- The Sacrifice (1986)
- Thérèse (1986)

## Phim thị trường
- Au Revoir les Enfants (1988)
- The Bicycle Thief (1949)
- The Burmese Harp (1956)
- Chariots of Fire (1981)
- The Decalogue (1988)
- Dersu Uzala (1975)
- Gandhi (1982)
- Intolerance (1916)
- It's a Wonderful Life (1946)
- On the Waterfront (1954)
- Open City (1945)
- Bản danh sách của Schindler (1993)
- The Seventh Seal (1956)
- The Tree of Wooden Clogs (1978)
- Wild Strawberries (1958)

## Phim nghệ thuật
- Công dân Kane (1941)
- 8½ (1963)
- Fantasia (1940)
- Grand Illusion (1937)
- La Strada (1954)
- The Lavender Hill Mob (1951)
- The Leopard (1963)
- Những người đàn bà nhỏ(1933)
- Metropolis (1927)
- Modern Times (1936)
- Napoleon (1927)
- Nosferatu (1922)
- Stagecoach (1939)
- 2001: A Space Odyssey (1968)
- Phù thủy xứ Oz (1939)